# Толмачово (Алапаєвський міський округ)
Толмачо́во (рос. Толмачёво) — село у складі Алапаєвського міського округу (Верхня Синячиха) Свердловської області.
Населення — 475 осіб (2010, 544 у 2002).
Національний склад населення станом на 2002 рік: росіяни — 97 %.